# Bertha thoe Schwartzenberg
Bertha Jacoba Gottliebe Koster-barones thoe Schwartzenberg en Hohenlansberg (Lodenau, 8 januari 1891 – Hilversum, 31 augustus 1993) was een Nederlandse beeldhouwer.

## Leven en werk
Thoe Schwartzenberg, lid van de familie Thoe Schwartzenberg en Hohenlansberg, was een dochter van Henri Lodewijk Johan Onuphrius baron thoe Schwartsenberg en Hohenlansberg en Gijsbertha Jacoba Godelieve van der Linden. Haar vader, Fries van geboorte, was econoom en bezat een landgoed in Silezië. 
Thoe Schwartzenberg bracht haar jeugd deels door bij een tante in Hilversum, die een atelier voor haar liet bouwen. Ze kreeg vanaf 1906 privéles van beeldhouwer Joseph Mendes da Costa en later tekenles bij Klaas Koster (1885-1969), schilder en leraar in Bussum. Samen met Koster volgde ze lessen bij Henk Bremmer.
In 1918 was Thoe Schwartzenberg betrokken bij de oprichting van de Nederlandse Kring van Beeldhouwers. In 1920 trouwde ze met Koster, het paar vestigde zich in Hilversum. Haar oeuvre was figuratief en bestaat vooral uit portretten, dierplastieken en figuurstudies. Ze signeerde haar werk met 'BS'.
Thoe Schwartzenberg overleed op 102-jarige leeftijd in haar woonplaats Hilversum.